# Aspidosperma album
Aspidosperma album är en oleanderväxtart som först beskrevs av Vahl, och fick sitt nu gällande namn av Raymond Benoist och Marcel Pichon. Aspidosperma album ingår i släktet Aspidosperma och familjen oleanderväxter. Inga underarter finns listade i Catalogue of Life.